# كوليا سيشيلية
كوليا سيشيلية (الاسم العلمي:Colea seychellarum) هو نوع من النباتات يتبع جنس الكوليا من الفصيلة البنيونية.